# Grewia serrulata
Grewia serrulata là một loài thực vật có hoa trong họ Cẩm quỳ. Loài này được DC. mô tả khoa học đầu tiên năm 1824.